# Nikolaj Sergeevič Žiljaev
Nikolaj Sergeevič Žiljaev, in russo Никола́й Серге́евич Жиля́ев? (18 novembre 1881 – Kursk, 20 gennaio 1938), è stato un docente e musicologo russo, noto per essere stato il docente di molti famosi compositori russi del XX secolo.

## Biografia
Fu allievo di Michail Ippolitov-Ivanov e Sergej Taneev al Conservatorio di Mosca, intorno al 1904, poi continuò a studiare come autodidatta.
Fra i suoi allievi si includono i compositori Evgenij Kirillovič Golubev, Aram Il'ič Chačaturjan, Aleksej Vladimirovič Stančinskij, Anatolij Nikolaevič Aleksandrov e Samuil Evgen'evič Fejnberg.
Fu un membro dell'Accademia russa delle Arti e delle Scienze e dell'Istituto Statale delle Scienze Musicali. Ha scritto numerosi saggi.
Fu arrestato il 3 novembre 1937 e giustiziato il 20 gennaio 1938 per ordine del governo stalinista. Fu riabilitato nel 1961.